# Лавров, Николай Владимирович (певец)
Николай Владимирович Лавров (наст. фамилия Чиркин; 1805, Ветлуга — 1840, Москва) — русский оперный певец-баритон.

## Биография
В юности жил в Нижнем Новгороде. Окончил Московское коммерческое училище. В 1822—1824 годах он пел в хоре московского Новоспасского монастыря, где его однажды услышал директор Московских императорских театров Фёдор Фёдорович Кокошкин и в 1824 году он был зачислен в московскую оперную труппу императорского театра. Уже 6 января 1825 года Николай Владимирович Лавров дебютировал на открытии Большого театра, в прологе в стихах «Торжество муз» (стихи М. А. Дмитриева, музыка Ф. Е. Шольца, А. Н. Верстовского и А. А. Алябьева), в роли Аполлона.
В первые годы участвовал в операх, водевилях, дивертисментах и драматических спектаклях (главным образом в трагедиях). С. Т. Аксаков 10 июня 1828 года писал об исполнении оперы Верстовского «Пан Твердовский»:

Г-н Лавров играл роль Твердовского без искусства, но местами недурно. Пел очень хорошо, особливо первую арию. <…> Должно сделать общее замечание г. Лаврову, что он на театре дурно себя держит: все его телодвижения неловки, неприятны, неблагородны. <…> за длог считаем сказать, что ему грешно остаться неблагодарным за щедрые дары, природою на него излиянные. Превосходный орган, сильная грудь, прекрасная наружность, чувство и огонь (хотя последними пользоваться он не приобрел ещё искусства) призывают его на степень отличного артиста даже независимо от пения.
— Сочинения. Т. 3. Воспоминания. — С. 418
В дивертисментах исполнял русские народные песни и романсы А. Алябьева, А. Верстовского, И. Геништы; 16 марта 1828 года в дуэте с А. Бантышевым он исполнил «Прощание с соловьём» Александра Алябьева в сопровождении хора и симфонического оркестра.
Репертуар выступлений был огромен. Николай Владимирович Лавров выступал спектаклях, также создал сценический образ Сусанина в опере «Иван Сусанин» Катерино Кавоса в Большом театре, второго певца («Певцы во стане русских воинов»), Твердовского («Пан Твердовский»), Алхимиста («Волшебная лампадка, или Кашемирские пирожники»), Лорда Кокбурга («Фра-Дьяволо, или Гостиница в Террачине»), Фернандо («Сорока-воровка, или Опасность судить по наружности») и многих других.
Лавров обладал обширным и прекрасным по звучности голосом необычайно мягкого бархатного тембра и широкого диапазона (две с половиной октавы — от нижнего соль до верхнего тенорного до). Это качество хорошо помогало в операх «Роберт» композитора Мейербера, «Цампа, морской разбойник, или Мраморная невеста» композитора Герольда, «Аскольдова могила» А. Н. Верстовского (по роману М. Н. Загоскина).
Его партнёрами по сцене были Александр Бантышев, Пётр Булахов, Надежда Репина, Василий Рязанцев, Аграфена Сабурова, Михаил Щепкин и жена Дарья Лаврова.
20 апреля 1838 года Николай Владимирович Лавров стал первым исполнителем роли Мельника в «Русалке» А. С. Пушкина.
«Северная пчела» в 1839 году писала о нём:

Лавров владеет обширным, густым голосом, баритоном, которым управляет с искусством и душою. Особливо приятно его пение, когда он переходит в теноровые партии: это сладость, нега, серебристая струя звуков, которая льется прямо в душу. Там, где нужно развернуть всю силу голоса, Лавров величествен и увлекательно хорош. С этими средствами Лавров соединяет талант опытного и искусного актера. При весьма приятной наружности, величественном росте, игра его всегда благородна, обдуманная и одушевлена.— Певец московской сцены в Петербурге // «Северная пчела». — 1839. — 23 мая. — № 112
В 1840 году, в биографии «Лаврова, певца московского театра <…> похищенного преждевременною смертию» Ф. А. Кони писал:

Один из замечательных голосов в России, может быть, в целой Европе, один из тех редких голосов, которыми не могли налюбоваться итальянские артисты, бывшие в Москве, остался почти как самоцветный камень в руде своей, без грани и без политуры
— Николай Владимирович Лавров, русский певец и актер // Пантеон русского и всех европейских театров. 1840. № 6.
Н. В. Лавров «скончался от нервной горячки» 25 мая (6 июня) 1840 года. Похоронен на Ваганьковском кладбище (6 уч.).
В связи с кончиной певца Александр Алябьев написал «Песнь на смерть Лаврова».

## Семья
Был женат на певице и актрисе Дарье Матвеевне Сабуровой. Их дочь, Екатерина Николаевна Лаврова-Васильева, стала известной драматической актрисой; трое их сыновей также посвятили свою жизнь сцене.